# Grindr
Grindr (/ˈɡraɪndər/) — мобільний застосунок для інтернет-знайомств та геосоціальна мережа, орієнтована на геїв, бісексуальних чоловіків та транссексуалів. Має безплатний і платну версію (Grindr Xtra). Застосунок використовує геолокацію мобільного пристрою, функцію смартфонів та інших пристроїв, що дозволяє користувачам знаходити інших користувачів, що перебувають поблизу. Це здійснюється через користувацький інтерфейс, який відображає мережу фотографій чоловіків, розташованих від найближчих до віддалених. При натисканні на зображення відображатиметься короткий профіль цього користувача, а також можливість спілкуватися в чаті, надсилати фотографії та ділитися точним місцем розташування.
Наразі він доступний у 192 країнах.

## Історія
Grindr був запущений як мобільний додаток для iOS 25 березня 2009 року підприємцем Джоелем Сімхаєм в Лос-Анджелесі, Каліфорнія. У безплатній версії було 100 профілів чоловіків, які перебувають поблизу, тоді як версія за 2,99 долара (плюс щомісячна плата) не містила реклами і розширювала пул знайомств на 200 контактів. До серпня 2009 року в мережі Grindr налічувалося 200 000 користувачів. До березня 2010 року їх було 500 000.
18 червня 2012 року Grindr оголосив, що офіційно має 4 мільйони зареєстрованих користувачів у 192 країнах світу.
Через 5 років після запуску, 25 березня 2014 року, додаток налічував понад 5 мільйонів активних щомісячних користувачів у всьому світі.
У січні 2016 року Grindr оголосив, що продав 60 % акцій китайській ігровій компанії Beijing Kunlun Tech за 93 мільйони доларів.
У 2017 році додаток в середньому використовували 3,6 мільйона користувачів щодня.
Beijing Kunlun Tech придбала решту компанії за 152 мільйони доларів у січні 2018 року.
У березні 2019 року Куньлун почав шукати покупця для Grindr після того, як Комітет з іноземних інвестицій у США (CFIUS) повідомив Kunlun про те, що наявність додатка, що належить китайській компанії, становить ризик для національної безпеки.
У березні 2020 року Kunlun заявив, що продасть 98,59 % акцій Grindr американській компанії «San Vicente Acquisition» за 608,5 млн дол. Вище керівництво та основні працівники Grindr продовжуватимуть утримувати 1,41 % акцій компанії після трансакції.

## Критика та зловживання

### Тріангуляція
У серпні 2014 року повідомлялося, що відносні дистанції Grindr можуть полегшити тріангуляцію, тим самим чітко визначати місцеположення окремих користувачів. Було опубліковано доказ концепції та протягом кількох днів проведено понад 2 мільйони визначень. Один несанкціонований клієнт дозволяє будь-якому авторизованому користувачеві визначити точне місцезнаходження інших користувачів. Після публічного протесту з боку ЛГБТ-спільноти та появи повідомлень про те, що єгипетська поліція використовує Grindr для пошуку геїв, показ відстані вимкнули.
У травні 2016 року група вчених з Кіотського університету продемонструвала Енді Грінбергу в журналі Wired, як точне визначення місця все ще можливе, навіть якщо функція «показати відстань» вимкнена. Використовуючи нову модель атаки під назвою змова-трилатерація, запроваджена групою, пошук будь-якого цільового користувача стає дуже легким і дешевим завданням без використання будь-якої техніки злому. Модель атаки працює не тільки з Grindr, але і з Jack'd та Hornet, або будь-яким додатком LBS, який показує фотографії користувачів поблизу в порядку їхньої близькості.

### Конфіденційність даних
У квітні 2018 року норвезька некомерційна організація під назвою SINTEF повідомила, що бази даних Grindr були надіслані стороннім компаніям і потенційно можуть містити статус ВІЛ позитивних користувачів.

### Цензура в консервативних країнах
Додаток частково або повністю заблокований в Туреччині, Саудівській Аравії, ОАЕ, Індонезії та Лівані, а влада в Єгипті використовувала його для відстеження та арешту геїв.